# Half Ven Heide
Half Ven Heide är en hed i Belgien.   Den ligger i provinsen Antwerpen och regionen Flandern i den norra delen av landet.